# Copa do Nordeste 2016
La Copa do Nordeste 2016 è stata la 13ª edizione della Copa do Nordeste.

## Partecipanti
| Stato               | Squadra (Città)                             | Motivo qualificazione                      |
| ------------------- | ------------------------------------------- | ------------------------------------------ |
| Alagoas             | CRB (Maceió)                                | Vincitore del Campionato Alagoano 2015     |
| Alagoas             | Coruripe (Coruripe)                         | 2° nel Campionato Alagoano 2015            |
| Bahia               | Bahia (Salvador)                            | Vincitore del Campionato Baiano 2015       |
| Bahia               | Vitória da Conquista (Vitória da Conquista) | 2° nel Campionato Baiano 2015              |
| Bahia               | Juazeirense (Juazeiro)                      | 3° nel Campionato Baiano 2015              |
| Ceará               | Fortaleza (Fortaleza)                       | Vincitore del Campionato Cearense 2015     |
| Ceará               | Ceará (Fortaleza)                           | 2° nel Campionato Cearense 2015            |
| Maranhão            | Imperatriz (Imperatriz)                     | Vincitore del Campionato Maranhense 2015   |
| Maranhão            | Sampaio Corrêa (São Luís)                   | 2° nel Campionato Maranhense 2015          |
| Paraíba             | Campinense (Campina Grande)                 | Vincitore del Campionato Paraibano 2015    |
| Paraíba             | Botafogo-PB (João Pessoa)                   | 2° nel Campionato Paraibano 2015           |
| Pernambuco          | Santa Cruz (Recife)                         | Vincitore del Campionato Pernambucano 2015 |
| Pernambuco          | Salgueiro (Salgueiro)                       | 2° nel Campionato Pernambucano 2015        |
| Pernambuco          | Sport Recife (Recife)                       | 3° nel Campionato Pernambucano 2015        |
| Piauí               | River (Teresina)                            | Vincitore del Campionato Piauiense 2015    |
| Piauí               | Flamengo-PI (Teresina)                      | 2° nel Campionato Piauiense 2015           |
| Rio Grande do Norte | América-RN (Natal)                          | Vincitore del Campionato Potiguar 2015     |
| Rio Grande do Norte | ABC (Natal)                                 | 2° nel Campionato Potiguar 2015            |
| Sergipe             | Confiança (Aracaju)                         | Vincitore del Campionato Sergipano 2015    |
| Sergipe             | Estanciano (Estância)                       | 2° nel Campionato Sergipano 2015           |

## Formato
I venti club sono suddivisi in cinque gruppi da quattro squadre ciascuno. Le prime classificate di ciascun gruppo, più le tre migliori seconde, accedono alla seconda fase a eliminazione diretta con partite di andata e ritorno.

## Fase a gironi

### Gruppo A
| Pos. | Squadra        | Pt | G | V | N | P | GF | GS | DR  |
| ---- | -------------- | -- | - | - | - | - | -- | -- | --- |
| 1    | Campinense     | 16 | 6 | 5 | 1 | 0 | 13 | 3  | +10 |
| 2    | Salgueiro      | 10 | 6 | 3 | 1 | 2 | 9  | 5  | +4  |
| 3    | ABC            | 4  | 6 | 1 | 1 | 4 | 6  | 13 | -7  |
| 4    | Sampaio Corrêa | 4  | 6 | 1 | 1 | 4 | 6  | 13 | -7  |

### Gruppo B
| Pos. | Squadra    | Pt | G | V | N | P | GF | GS | DR |
| ---- | ---------- | -- | - | - | - | - | -- | -- | -- |
| 1    | CRB        | 10 | 6 | 3 | 1 | 2 | 8  | 5  | +3 |
| 2    | América-RN | 9  | 6 | 2 | 3 | 1 | 7  | 6  | +1 |
| 3    | Coruripe   | 8  | 6 | 2 | 2 | 2 | 7  | 8  | -1 |
| 4    | Estanciano | 5  | 6 | 1 | 2 | 3 | 3  | 6  | -3 |

### Gruppo C
| Pos. | Squadra     | Pt | G | V | N | P | GF | GS | DR  |
| ---- | ----------- | -- | - | - | - | - | -- | -- | --- |
| 1    | Bahia       | 18 | 6 | 6 | 0 | 0 | 12 | 2  | +10 |
| 2    | Santa Cruz  | 10 | 6 | 3 | 1 | 2 | 7  | 4  | +3  |
| 3    | Confiança   | 4  | 6 | 1 | 1 | 4 | 4  | 11 | -7  |
| 4    | Juazeirense | 2  | 6 | 0 | 2 | 4 | 4  | 10 | -6  |

### Gruppo D
| Pos. | Squadra     | Pt | G | V | N | P | GF | GS | DR |
| ---- | ----------- | -- | - | - | - | - | -- | -- | -- |
| 1    | Santa Cruz  | 11 | 6 | 3 | 2 | 1 | 12 | 8  | +4 |
| 2    | Fortaleza   | 10 | 6 | 3 | 1 | 2 | 9  | 7  | +2 |
| 3    | River       | 6  | 6 | 1 | 3 | 2 | 8  | 10 | -2 |
| 4    | Botafogo-PB | 5  | 6 | 1 | 2 | 3 | 6  | 10 | -4 |

### Gruppo E
| Pos. | Squadra              | Pt | G | V | N | P | GF | GS | DR  |
| ---- | -------------------- | -- | - | - | - | - | -- | -- | --- |
| 1    | Ceará                | 13 | 6 | 4 | 1 | 1 | 13 | 4  | +9  |
| 2    | Sampaio Corrêa       | 10 | 6 | 3 | 1 | 2 | 8  | 6  | +2  |
| 3    | Vitória da Conquista | 10 | 6 | 3 | 1 | 2 | 6  | 4  | +2  |
| 4    | Flamengo-PI          | 1  | 6 | 0 | 1 | 5 | 1  | 14 | -13 |

### Raffronto tra le squadre seconde classificate
| Pos. | Squadra        | Pt | G | V | N | P | GF | GS | DR | Gruppo |
| ---- | -------------- | -- | - | - | - | - | -- | -- | -- | ------ |
| 1.   | Salgueiro      | 10 | 6 | 3 | 1 | 2 | 10 | 5  | +5 | A      |
| 2.   | Santa Cruz     | 10 | 6 | 3 | 1 | 2 | 7  | 4  | +3 | C      |
| 3.   | Fortaleza      | 10 | 6 | 3 | 1 | 2 | 9  | 7  | +2 | D      |
| 4.   | Sampaio Corrêa | 10 | 6 | 3 | 1 | 2 | 8  | 6  | +2 | E      |
| 5.   | América-RN     | 9  | 6 | 2 | 3 | 1 | 7  | 6  | +1 | B      |

## Seconda fase
|  | Quarti di finale   | Quarti di finale   | Quarti di finale | Quarti di finale | Quarti di finale |  |  | Semifinali       | Semifinali       | Semifinali | Semifinali | Semifinali |   |   | Finale     | Finale     | Finale | Finale | Finale |  |
|  |                    |                    |                  |                  |                  |  |  |                  |                  |            |            |            |   |   |            |            |        |        |        |  |
|  | Santa Cruz         | Santa Cruz         | 2                | 1                | 3                |  |  |                  |                  |            |            |            |   |   |            |            |        |        |        |  |
|  | Ceará              | Ceará              | 1                | 0                | 1                |  |  | Santa Cruz       | Santa Cruz       | 2          | 1          | 3          |   |   |            |            |        |        |        |  |
|  | Fortaleza          | Fortaleza          | 1                | 1                | 2                |  |  | Bahia            | Bahia            | 2          | 0          | 2          |   |   |            |            |        |        |        |  |
|  | Bahia              | Bahia              | 2                | 1                | 3                |  |  |                  |                  |            |            |            |   |   | Santa Cruz | Santa Cruz | 2      | 1      | 3      |  |
|  | CRB                | CRB                | 2                | 0                | 2                |  |  |                  |                  | Campinense | Campinense | 1          | 1 | 2 |            |            |        |        |        |  |
|  | Sport Recife (gfc) | Sport Recife (gfc) | 1                | 1                | 2                |  |  | Sport Recife     | Sport Recife     | 1          | 0          | 1 (1)      |   |   |            |            |        |        |        |  |
|  | Salgueiro          | Salgueiro          | 0                | 2                | 2                |  |  | Campinense (dtr) | Campinense (dtr) | 0          | 1          | 1 (3)      |   |   |            |            |        |        |        |  |
|  | Campinense         | Campinense         | 2                | 1                | 3                |  |  |                  |                  |            |            |            |   |   |            |            |        |        |        |  |